# Олександрівка (Кам'янський район)
Олександрівка (рос. Александровка; рум. Alexandrovca) — село в Кам'янському районі в Молдові (Придністров'ї). Населення становить 400 осіб. Входить до складу Краснооктябрської сільської ради.
Згідно з переписом населення 2004 року - українці складають більшість населення (43,9%).